# 농쪽
농쪽(หนองจอก, Nong Chok)은 태국 방콕의 50개 구(khet) 중 하나이다. 다른 지역(북측 시계 방향)과 경계를 이룬다. 농쪽은 방콕에서 가장 크지만 인구가 가장 적은 지역이다.

## 역사
이 지역은 1897년 쭐랄롱꼰왕 국왕 당시 암프(태국의 행정구역을 이루는 말)로 설립되었다. 원래 정착민들은 태국 남부에서 이주한 이슬람교도들이었다. 1902년 새로 설치된 민부리 지방의 암프가 되었다. 1930년부터 1931년까지의 경제난으로 인해 민부리 성은 1931년에 해체되었고 농쪽은 차창사오 지방으로 이전되었다. 그러나 농쪽과 차창사오 간 이동 불편으로 이듬해 방콕 산하에 행정부를 이전했다. 2006년 현재 인구의 약 75%가 이슬람교인 반면 22%는 불교였다. 농쪽이라는 이름은 피스티아 지층 늪을 뜻한다.

## 경제
농업은 농쪽경제에서 가장 중요한 부분이었고 지금도 그렇다. 쌀, 채소, 과일, 가축이 주요 산물이다.

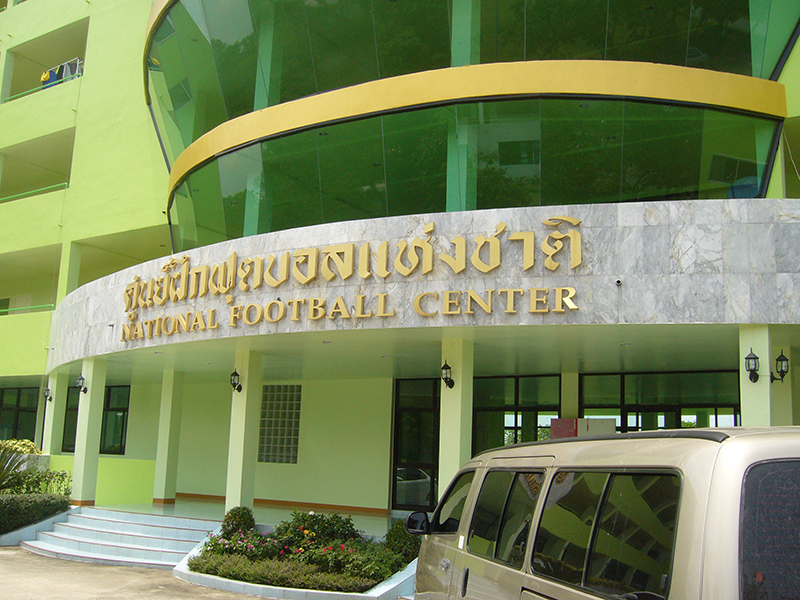
농쪽 풋볼장

## 관리
농쪽은 8개의 하위 지구 쾡(Khwaeng)으로 세분된다.
1. 크라툼 라이 (กระทุ่มราย)
2. 농척(หนองจอก)
3. 크롱 S (คลองสิบ)
4. 흐롱시프 송(คลองสิบสอง)
5. 콕페트 (โคกแฝด)
6. 쿠팡누아 (คู้ฝั่งเหนือ)
7. 람박치(ลําผักชี)
8. 램 토이팅(ลําต้อยติ่ง)

## 교육
농쪽에는 다음과 같은 국제학교가 위치해 있다.
- 방콕한국국제학교[1]